# Геологија Албаније
Геологија Албаније је појам који оличава геолошку историју Албаније. Албаниди представљају главне геолошке структуре на територији земље. Припадају алпском појасу и простиру се између Динарида на северу и Хеленида на југу унутар медитеранског појаса.